# Liste der Kulturgüter in Horrenbach-Buchen
Die Liste der Kulturgüter in Horrenbach-Buchen enthält alle Objekte in der Gemeinde Horrenbach-Buchen im Kanton Bern, die gemäss der Haager Konvention zum Schutz von Kulturgut bei bewaffneten Konflikten, dem Bundesgesetz vom 20. Juni 2014 über den Schutz der Kulturgüter bei bewaffneten Konflikten sowie der Verordnung vom 29. Oktober 2014 über den Schutz der Kulturgüter bei bewaffneten Konflikten unter Schutz stehen.
Es sind weder A-Objekte noch B-Objekte auf dem Gemeindegebiet ausgewiesen, Objekte der Kategorie C fehlen zurzeit (Stand: 25. Februar 2024). Unter übrige Baudenkmäler sind Objekte zu finden, die im Bauinventar des Kantons Bern als «schützenswert» verzeichnet sind.

## Übrige Baudenkmäler
Hinweis: Als Objekt-Identifikator (ID) wird die Grundstücksnummer verwendet.
| ID  | Foto |                 | Objekt                           | Typ | Standort                           | Beschreibung |
| --- | ---- | --------------- | -------------------------------- | --- | ---------------------------------- | ------------ |
| 38  | BW   | Datei hochladen | Speicher (um 1800)               | G   | Hutmatte 78 623873 / 180985        |              |
| 119 | BW   | Datei hochladen | Käsespeicher (1724)              | G   | Koppis 105 624640 / 181380         |              |
| 152 | BW   | Datei hochladen | Ehemaliger Käsespeicher (1803)   | G   | Vorder Schöriz 200 626568 / 180558 |              |
| 162 | BW   | Datei hochladen | Speicher (3. Viertel 18. Jh.)    | G   | Wildi 42 620698 / 181004           |              |
| 193 | BW   | Datei hochladen | Bauernhaus (1802)                | G   | Koppis 101 624434 / 181438         |              |
| 209 | BW   | Datei hochladen | Bauernhaus (1776)                | G   | Buchen 20 620197 / 181078          |              |
| 239 | BW   | Datei hochladen | Alphütte (1830)                  | G   | Hornegg 209 626289 / 180002        |              |
| 239 | BW   | Datei hochladen | Käsespeicher (1735)              | G   | Hornegg 215 625637 / 180258        |              |
| 272 | BW   | Datei hochladen | Bauernhaus (1747)                | G   | Neuhaus 93 624214 / 181192         |              |
| 272 | BW   | Datei hochladen | Stöckli (1839)                   | G   | Neuhaus 94 624224 / 181223         |              |
| 272 | BW   | Datei hochladen | Speicher (1804)                  | G   | Neuhaus 95 624198 / 181160         |              |
| 284 | BW   | Datei hochladen | Bauernhaus (1802)                | G   | Krösch 73 623678 / 181055          |              |
| 284 | BW   | Datei hochladen | Speicher (1744)                  | G   | Krösch 74 623697 / 181030          |              |
| 286 | BW   | Datei hochladen | Bauernhaus (1822)                | G   | Läng 80 623983 / 180915            |              |
| 310 | BW   | Datei hochladen | Reformierte Kirche (1928/29)     | G   | Buchen 1a 619954 / 181062          |              |
| 319 | BW   | Datei hochladen | Käsespeicher (2. Hälfte 18. Jh.) | G   | Unter Schöriz 175 628737 / 180275  |              |

Hinweis zur Legende: Anstelle der KGS-Nummer wird als Objekt-Identifikator (ID) die Grundstücksnummer verwendet.